# Duke Ellington
Edward Kennedy „Duke“ Ellington (29. dubna 1899, Washington, D.C. – 24. května 1974, New York) byl americký jazzový skladatel a pianista, dlouholetý vedoucí vlastního orchestru. Jedna z nejdůležitějších postav jazzu 20. století. Originální tvůrce, autor více než dvou tisíc jazzových skladeb.

## Život

### Původ a hudební začátky
Jeho otec James Ellington pocházel ze Severní Karoliny, ale na přelomu devadesátých let 19. století se usadil ve Washingtonu D.C., kde žil velký podíl Afroameričanů. Pracoval jako kočí, později se stal správcem domácnosti bílého lékaře. Matka Daisy Kennedyová byla dcerou kapitána washingtonské policie. William Edward se narodil 29. dubna 1899 a už v dětství získal přezdívku Duke (Vévoda) pro své vybrané chování, přirozenou autoritu a vždy upravené oblečení. Oba rodiče hráli na klavír a Duke začal chodit na hodiny klavíru v sedmi letech. V létě roku 1914 napsal svou první skladbu Soda Fountain Rag (též známou jako Pudl Dog Rag), i když ještě pořádně neznal noty. Na klavír hrál podle sluchu, sledoval a napodoboval tehdejší populární styl ragtimových pianistů. Učitel hudby na střední škole mu dal soukromé lekce harmonie, postupně se naučil číst noty a zlepšoval svou techniku.
Jeho druhou velkou zálibou bylo výtvarné umění, které studoval na Armstrong Manual Training School. Kvůli hudbě školu opustil tři měsíce před maturitou a v roce 1916 odmítl umělecké stipendium na Prattově univerzitě v Brooklynu. Zpočátku se živil jako malíř plakátů a současně sestavoval kapely, se kterými hrál k tanci ve washingtonských kavárnách a klubech. Koncem roku 1917 založil svou první stálou skupinu The Duke's Serenaders, která pod jeho vedením úspěšně vystupovala pro černé i bílé publikum ve Washingtonu i Virginii.
V devatenácti letech se oženil se svou studentskou láskou Ednou Thompsonovou, narodil se mu syn Mercer.

### Profesionální hudební kariéra
V roce 1919 se Duke setkal s bubeníkem Sonny Greerem, který podporoval jeho snahu stát se profesionálním hudebníkem. Jejich spolupráce trvala až do roku 1951. V roce 1923 spolu odešli do New Yorku, kde založili sedmičlennou neformální skupinu The Washingtonians. Vystupovali v Kentucky Clubu na Broadway, nahrávali a v roce 1925 Ellington přispěl čtyřmi písněmi do revue Chocolate Kiddies, která představila afroamerický jazzový styl.
Důležitým mezníkem ve vývoji profesionální kariéry Duke Ellingtona bylo setkání s hudebním manažerem a vydavatelem Irvingem Millsem roku 1926. Ten věděl, že předpokladem úspěchu je originální, původní repertoár a specifický hudební výraz a zvuk kapely. Pod jeho vedením se Ellington z řadového člena kolektivně řízeného souboru stal jeho skutečným vedoucím, který dovedl orchestru vtisknout svou pečeť, ale také plně využít tvůrčí přínos a interpretační mistrovství jednotlivých členů. Svůj orchestr dirigoval vždy od klavíru.
S Millsovou pomocí získala skupina Washingtonians koncem roku 1927 angažmá ve známém nočním Cotton Clubu v Harlemu. Byla složena z jedenácti kvalitních hráčů, kteří dohromady tvořili barvitá nástrojová spojení a skladby prokládali strhujícími sólovými pasážemi. Velký vliv na nový zvuk orchestru měl trumpetista Bubber Miley, který do žesťové sekce zavedl techniku chrčení a vzlykání připomínající lidské či zvířecí hlasy. V tzv. jungle stylu se podílel na skladbě Creole Love Call, která se v roce 1928 stala prvním velkým hitem kapely.
V roce 1929 Ellington, jehož manželka nesnášela život v New Yorku a vrátila se do Washingtonu, začal žít s tanečnicí Mildred Dixonovou. Po dobu deseti let byla nejen jeho partnerkou, ale také manažerkou jeho společnosti Tempo Music. Starala se o jeho syna Mercera i rodiče. Jejich vztah skončil, když Ellington odešel za jinou ženou.

### Skladatel a vedoucí orchestru
Mills pro gramofonové nahrávky požadoval stále nové skladby a Ellington, i když neměl formální hudební vzdělání, se věnoval komponování. Práce na skladbách probíhala většinou kolektivním způsobem, členové souboru přispívali svými nápady (Billy Stayhorn, Johny Hodges, Juan Tizol a další). Ellington vypracovával harmonickou strukturu skladby, určoval způsob instrumentace a kombinace nástrojů, připravoval sólové výstupy pro jednotlivé hráče. Z jedinečných tónových kvalit členů souboru skládal náladovou hudbu. K nejznámějším skladbám z tohoto období patří Black and Tan Fantasy (1927) Mood Indigo (1930) a It Don't Mean Thing (If It Ain't Got That Swing) (1932), Sophisticated Lady (1933), (In My) Solitude (1934).

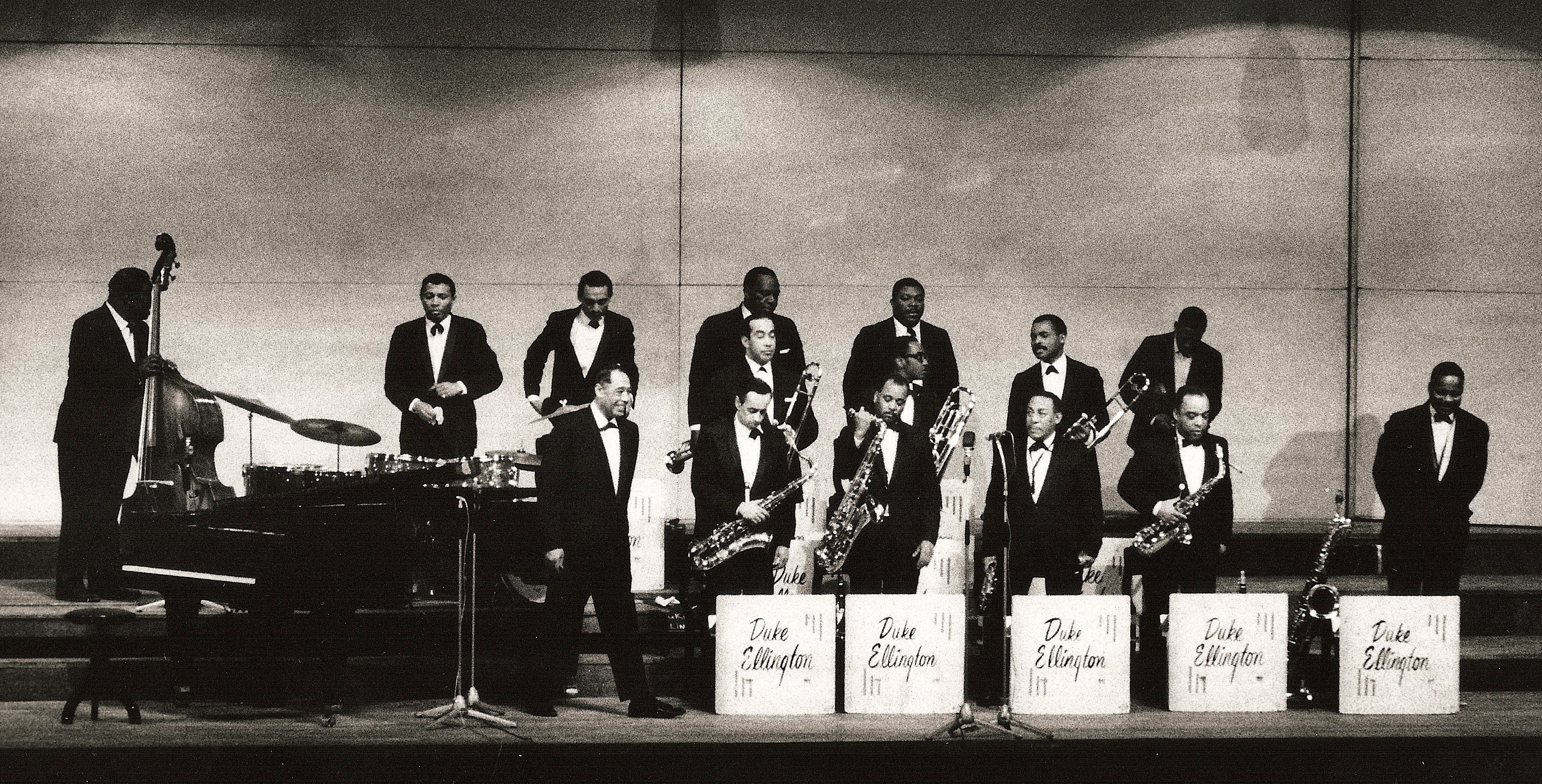
Duke Ellington and His Orchestra

Jeho sebevědomí jako skladatele upevnil zájezd do Anglie, Skotska a Paříže v roce 1933, kde jeho hudbu oceňovali nejen fanoušci jazzu, ale také znalci klasiky. Zaměřil se na skládání delších kompozic, které přesahovaly tříminutový rozsah obvyklý pro tehdejší gramofonové desky. Průlomovou v této oblasti byla nahrávka Tiger Rag z roku 1929, která trvala přes 6 minut. Následovaly Creole Raphsody (1931), Reminiscing in Tempo (1935) jako hold matce po její smrti či Diminuendo and Crescendo in Blue (1937). Produkoval vysoce originální díla s prokomponovanou stavbou, která jsou příkladem umělecky náročného bigbandového stylu.
S nástupem swingu přišla konkurence velkých kapel, ale Ellington se nepodřídil obecnému komerčnímu vkusu. Známý je jeho výrok „Jazz je hudba, swing je obchod“. Začal nahrávat s menšími skupinami hráčů ze svého orchestru a skládal skladby pro konkrétní sólisty, například Jeep's Blues pro Johnnyho Hodgese, Yearning for Love pro Lawrence Browna, Trumpet in Spades pro Rexe Stewarta, Echoes of Harlem pro Cootie Williamse a Clari Lamentnet pro Barneyho Bigarda. V roce 1937 se vrátil do Cotton Clubu.
V březnu 1939 Ellington se svým orchestrem nahrál na desku skladbu Billyho Strayhorna Something to Live For, což byl začátek jejich dlouholeté úzké spolupráce. Tento pianista, aranžér a skladatel s klasickým hudebním vzděláním mu pomohl realizovat náročné projekty s rozsáhlými skladbami. Do repertoáru orchestru přispěl i řadou vlastních skladeb, mezi jinými i pozdější znělkou Take The A Train. Jeho smrt v roce 1967 Ellingtona těžce zasáhla.
Před druhou světovou válkou absolvoval orchestr velmi úspěšné evropské turné po Francii, Dánsku a Holandsku. Po návratu byl v roce 1941 na Broadway uveden Ellingtonův celovečerní muzikál Jump for Joy s tématem potřeby rasového porozumění.
V roce 1943 Ellington uvedl v Carnegie Hall svou 57 minutovou skladbu Black, Brown and Beige, hudební ztvárnění osudu Afroameričanů. Byl to počátek pravidelných koncertů s rozsáhlými skladbami symfonického jazzu v průběhu následujících čtyř let. V roce 1946 byla uvedena Deep South Suite a roku 1947 Liberian Suite.

### Poválečná léta

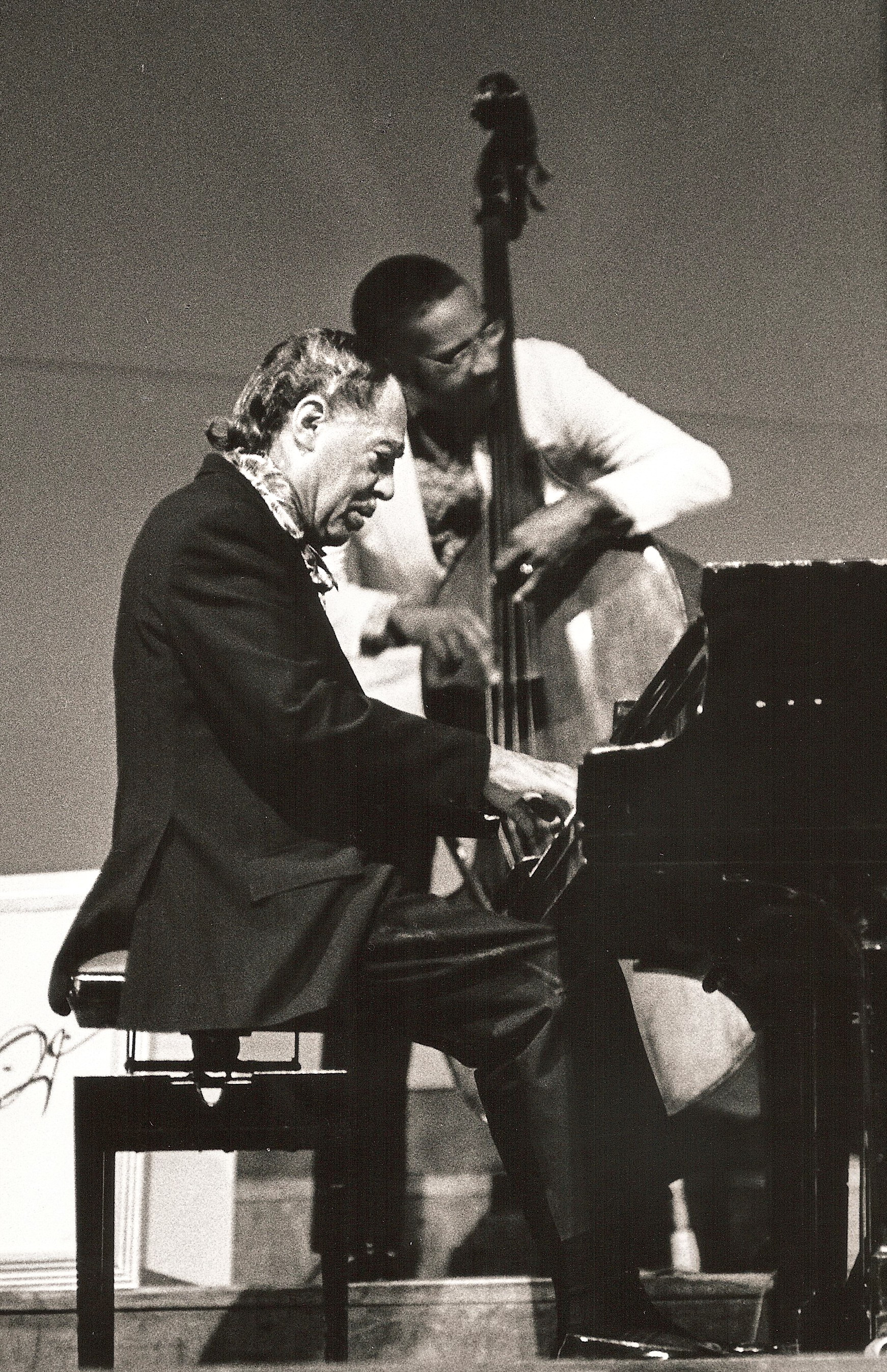
Duke Ellington u klavíru (1973)

V období po druhé světové válce se Ellington potýkal s všeobecným poklesem zájmu o velké orchestry. Přesto se mu podařilo udržet svůj soubor v činnosti, především zásluhou úspěšného turné po západní Evropě v letech 1948 a 1950. Po návratu uvedl v Metropolitní opeře v New Yorku svou suitu Harlem. V roce 1951 došlo k větším personálním změnám v orchestru. Následující roky byly ve znamení poklesu popularity a omezení živých vystoupení.
Období útlumu skončilo v roce 1956 živým vystoupením orchestru Duke Ellingtona na jazzovém festivalu v Newportu. Ve skladbě Diminuendo and Crescendo in Blue předvedl tenorsaxofonista Paul Gonsalves sólo s dvaceti sedmi improvizovanými chorusy, kterým přivedl posluchače do varu a k hromadné extázi. Zpráva o koncertu se stala světovou senzací a nahrávka na desce Columbia Records je nejprodávanějším LP Ellingtonovy kariéry. Následovala další živá vystoupení na festivalech v USA a evropské turné v roce 1958. Na festivalu v Leedsu hrál před královnou Alžbětou a věnoval jí jediný exemplář desky se skladbou Queen's Suite.
Na přelomu 50. a 60. let se pokoušel prosadit v televizi (A Drum Is a Woman) a spolu se Strayhornem začali komponovat filmovou hudbu. Prvním celovečerním filmem byla Anatomie vraždy (1959), po něm následovalo Pařížské blues (1961). Hledali stále nové inspirační zdroje pro jazzovou hudbu a vytvořili několik skladeb založených známých uměleckých dílech: Such Sweet Thunder podle Williama Shakespeara nebo suity na román Johna Steinbecka Sladký čtvrtek, Čajkovského balet Louskáček a Peer Gynt Henrika Ibsena. Ellington napsal hudební doprovod pro inscenaci Shakespearova dramatu Timon Athénský, která byla uvedena na stratfordském festivalu v Kanadě. Z tohoto období pochází několik gramofonových nahrávek, na nichž vystupuje se známými hudebníky: Countem Basiem (album The First Time: The Duke meets The Count), Louisem Armstrongem, Colemanem Hawkinsem, Johnem Coltranem.

### Závěr života
Orchestr Duke Ellingtona často koncertoval po celém světě. V letech 1963–1964 uspořádal velké turné po Indii a Blízkém východě. Vzpomínkou na tuto cestu je skladba The Far East Suite. V roce 1966 se zúčastnil na světovém festivalu černošského umění v Dakaru, hrál v Japonsku, Francii a Anglii. Zážitky ze zahraničních zájezdů ho inspirovaly k dalším rozsáhlým skladbám, jako Virgin Islands Suite (1965), New Orleans Suite a Togo Brava Suite (1971). Ještě v letech 1971 a 1972 absolvoval turné po Sovětském svazu a Dálném východě.
V září 1965 měl premiéru první z jeho koncertů duchovní hudby (Sacred concert) v nově otevřené katedrále Grace v San Franciscu. Ellington byl na toto dílo, kterým vytvořil jazzovou křesťanskou liturgii, hrdý a uvedl je několikrát v koncertní podobě i v katedrálách. V letech 1968 a 1973 uspořádal další dva podobné koncerty, přestože nebyly vždy příznivě přijaty. Do jednoho z koncertů zařadil i stepařské taneční číslo.
U příležitosti svých 70. narozenin byl Ellington pozván do Bílého domu, kde mu prezident Nixon udělil Medaili svobody. V roce 1973 vyšla knižně jeho autobiografie s titulem Music is My Mistress.
Poslední živé koncerty Duke Ellingtona a jeho orchestru se konaly v březnu 1973. V lednu 1974 byl hospitalizován a 24. května 1974 zemřel na rakovinu plic. Pohřbu v New Yorku se zúčastnilo více než 12 000 lidí. Byl pohřben na Woodlawském hřbitově v Bronxu.
Po Dukeově smrti převzal vedení orchestru jeho syn Mercer, který pokračoval až do své vlastní smrti v roce 1996. Ulice na Riverside Drive v New Yorku, kde Ellington prožil své poslední roky v městském domě, byla oficiálně přejmenována na Duke Ellington Boulevard. V Central parku je od roku 1997 umístěn velký Ellingtonův pomník od sochaře Roberta Grahama. Slavného rodáka si připomíná i město Washington, kde má sídlo umělecká škola Duke Ellingtona (Duke Ellington School of the Arts).

## Ocenění a vyznamenání

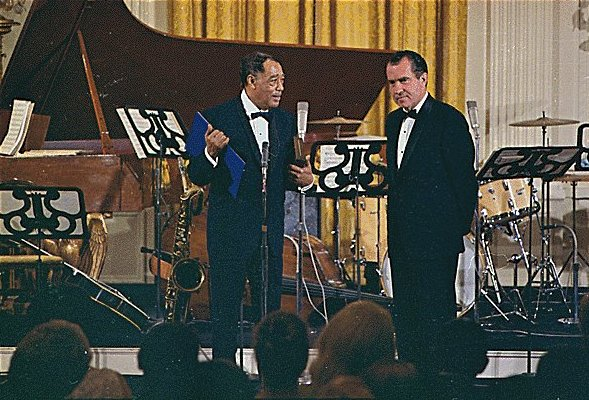
Duke s prezidentem Nixonem v roce 1969

- 1960, Hollywoodský chodník slávy, příspěvek k nahrávacímu průmyslu
- 1966, Cena Grammy za celoživotní dílo
- 1969, Prezidentská medaile svobody, nejvyšší civilní ocenění v USA
- 1971, čestný doktorát z Berklee College of Music
- 1973, Čestná legie Francie
- 1999, posmrtná Zvláštní Pulitzerova cena za celoživotní přínos hudbě a kultuře [20]

V letech 1959–2000 získal Ellington 11 cen Grammy, z nichž 3 byly posmrtně a celkem 22 nominací. Do Síně slávy Grammy bylo uvedeno 12 nahrávek na gramofonových deskách.
| Rok vzniku | Název                                              | Druh   | Společnost | Rok zápisu |
| ---------- | -------------------------------------------------- | ------ | ---------- | ---------- |
| 1931       | Mood Indigo                                        | single | Brunswick  | 1975       |
| 1941       | Take the A Train                                   | single | Victor     | 1976       |
| 1928       | Black and Tan Fantasy                              | single | Victor     | 1981       |
| 1944       | Black, Brown and Beige                             | single | RCA Victor | 1990       |
| 1967       | Far East Suite                                     | album  | RCA Victor | 1999       |
| 1956       | Diminuendo and Crescendo in Blue                   | single | Columbia   | 1999       |
| 1957       | Ellington at Newport                               | album  | Columbia   | 2004       |
| 1934       | Cocktails for Two                                  | single | Victor     | 2007       |
| 1932       | It Don't Mean a Thing (If It Ain't Got That Swing) | single | Brunswick  | 2008       |
| 1940       | Dont't get around much anymore (Never no lament)   | single | Victor     | 2010       |
| 1944       | Do nothin’till you hear from me                    | single | Victor     | 2011       |
| 1940       | Ko–Ko                                              | single | Victor     | 2011       |

## Ellingtonův přínos jazzu
Spíše než o jazzu mluvil o své hudbě prostě jen jako o „americké hudbě”, často také zdůrazňoval nadžánrovost svého hudebního výrazu. Potlačil rozdíly mezi populární a vážnou hudbou. Uplatňoval složité postupy z klasické hudby ve spojení s jazzovými prvky. Byl průkopníkem rozsáhlých jazzových skladeb ve formě suity, v nichž zpracovával témata křesťanské nauky, afroamerické historie nebo zážitky ze zájezdů orchestru do cizích zemí.
V jeho orchestrech se proslavilo mnoho jazzových hudebníků, mnoho z nich dalo tomuto orchestru přednost před svou sólovou kariérou. I když byli sami často velmi pozoruhodní, byl to ale právě Ellington, kdo vtiskl orchestru výsledný tvar a zvuk a učinil z něj tak jeden z  nejznámějších jazzových souborů vůbec. Jako skladatel psal Ellington jednotlivé party přímo na míru muzikantům, kteří s ním v dané době hráli. Například skladbu Jeep's Blues napsal pro Johnnyho Hodgese, Concerto for Cootie pro Cootieho Williamse a The Mooche pro pozounistu Trickyho Sama Nantona. Ellington také pod svým jménem nahrál skladby, které napsali členové jeho orchestru – například slavnou skladbu Caravan napsal Juan Tizol. Od roku 1941 spolupracoval Ellington velmi často se skladatelem a aranžérem Billym Strayhornem, o kterém často mluvil jako o svém alter egu.